# Acarape
Acarape là một đô thị thuộc bang Ceará, Brasil. Đô thị này có diện tích 155,188 km², dân số năm 2007 là 14559 người, mật độ 93,82 người/km².